# Erzbistum Gniezno
Das heutige Erzbistum Gniezno (lat.: Archidioecesis Gnesnensis, poln.: Archidiecezja Gnieźnieńska) ist nach Posen gemeinsam mit Krakau eines der ältesten römisch-katholischen Bistümer und die älteste Erzdiözese in Polen. Der Erzbischof von Gnesen ist gleichzeitig Metropolit der gleichnamigen Kirchenprovinz, der die Bistümer Bromberg und Włocławek als Suffragandiözesen angehören, sowie der Primas von Polen und ein Legatus natus.

## Geschichte

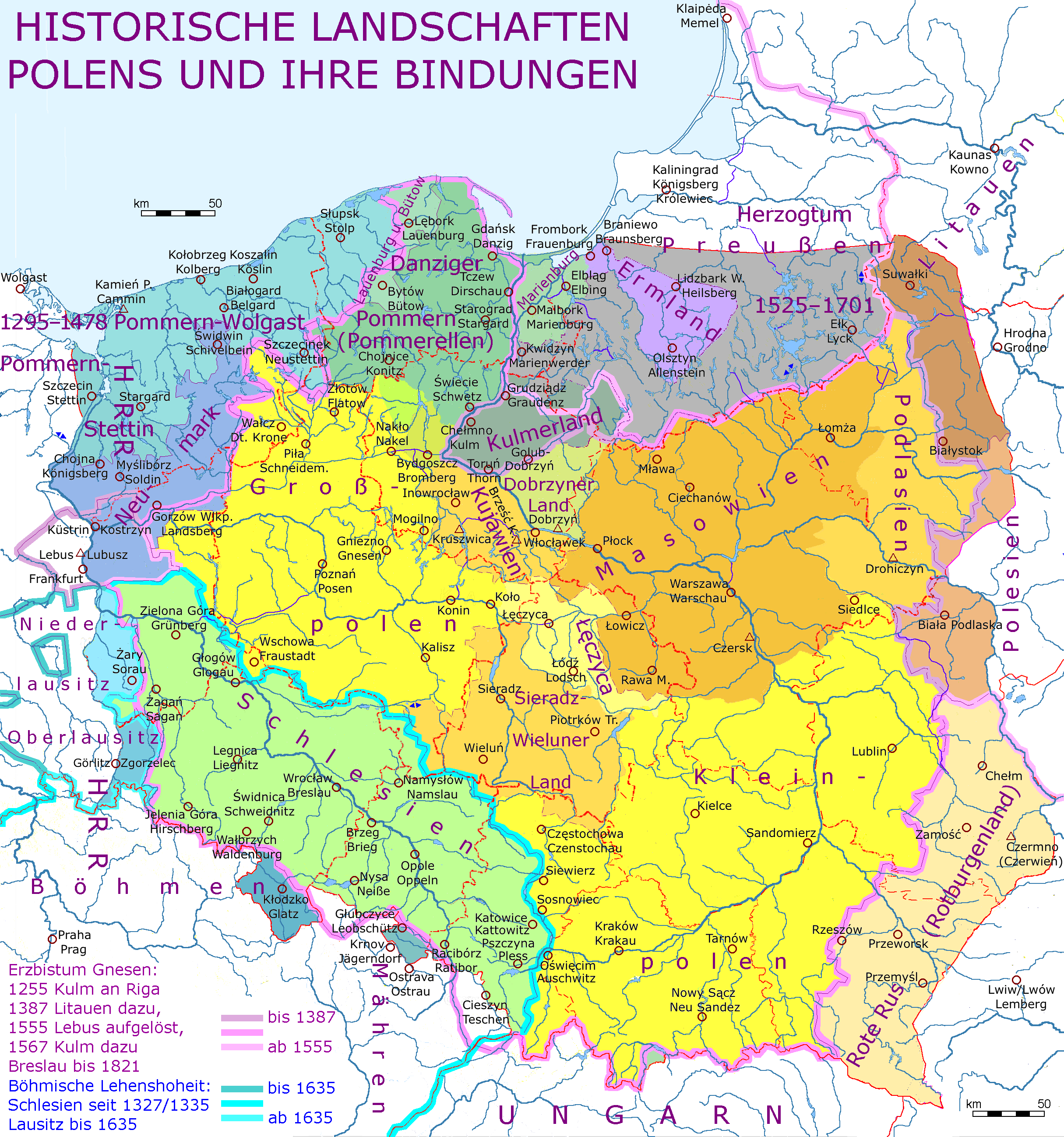
In der Zeit des polnischen Partikularismus und der Zeit der Teilungen Polens war das Erzbistum Gnesen (rosa Grenzmakierung) zeitweise die einzige alle Teile Polens zusammenhaltende Institution

Das Erzbistum Gnesen wurde auf Betreiben des polnischen Herzogs und späteren Königs Bolesław I. Chrobry im Jahr 1000 von Kaiser Otto III. durch den Akt von Gnesen als unabhängiges, dem Papst direkt unterstelltes polnisches Metropolitanbistum gegründet. Otto III. befand sich auf einer Wallfahrt am Grab seines Freundes, des Märtyrers Adalbert von Prag, in Gnesen und handelte in Rücksprache mit Papst Silvester II. Erster Erzbischof (Metropolit) wurde der Bruder und Begleiter Adalberts, Gaudentius. Dem Erzbischof von Gnesen wurden im Jahr 1000 als Suffragane die Bischöfe der zeitgleich errichteten Bistümer von Kolberg in Pommern, Krakau und Breslau zugeordnet. Das mit Bischof Reinbern besetzte Bistum Kolberg ging indes einige Jahre später wieder ein. Ab etwa 1075 gehörte auch der Bischof von Posen, der zuvor eine Zeitlang unter Magdeburg stand, zur Kirchenprovinz Gnesen. Mit der Zirkumskriptionsbulle von 1136 (Ex commisso nobis) bestätigte Papst Innozenz II. die Stellung des Erzbischofs von Gnesen und festigte die Zugehörigkeit der Suffraganbistümer.
Der Metropolit von Gnesen krönte die polnischen Könige und war ab 1412 Primas von Polen und Litauen. 1466 wurde das Bistum Kulm Suffragan von Gnesen. Ab 1572 war der Erzbischof als Primas von Polen bei Thronvakanz zugleich Interrex des polnisch-litauischen Reiches.
1821 wurde mit der Bulle De salute animarum das Bistum Breslau von Papst Pius VII. aus der Kirchenprovinz Gnesen herausgelöst und direkt dem Heiligen Stuhl unterstellt. Gleichzeitig wurde Gnesen in Personalunion mit dem Erzbistum Posen und 1946 mit dem Erzbistum Warschau verbunden. Mit der Umstrukturierung der polnischen Bistümer durch die Apostolische Konstitution Totus Tuus Poloniae Populus vom 25. März 1992 trennte Papst Johannes Paul II. die Personalunion für die Leitung der Bistümer Gniezno und Warschau wieder.

## Legatus natus
Die Erzbischöfe von Gnesen führen wie die Erzbischöfe von Salzburg, Esztergom-Budapest, Köln und Prag  den Ehrentitel des „geborenen Legaten“ (lateinisch legatus natus). Als äußeres Zeichen dieser Stellung dürfen sie in ihrer Erzdiözese den Legatenpurpur – eine feierliche Kleidung, die wesentlich älter ist als das Purpurgewand der Kardinäle – tragen.

## Ordinarien
- Liste der Erzbischöfe von Gniezno
- Liste der Weihbischöfe in Gniezno